# Precious Johnson
Precious Johnson, född den 1 mars 2000 i Hesingborg, är en svensk basketspelare som spelar för det ungerska basketlaget KSC Szekszárd.

## Biografi
Precious Johnson som tidigare spelat för Duquesne University spelar sedan 2024 i KSC Szekszárd. Hon har även representerat det svenska landslaget på flera ungdomsnivåer och blev i oktober 2024 inkallad till A-landslaget.